# Tunnel van Palais-de-Justice
De tunnel van Palais-de-Justice is een spoortunnel in de stad Verviers. De tunnel heeft een lengte van 152 meter. De dubbelsporige spoorlijn 37 gaat door de tunnel. De tunnel is via een overdekte galerij van 201 meter verbonden met de 151 meter lange tunnel van Trou du Pont.
Het station Verviers-Palais ligt net ten westen van de tunnel.